# WikiHow
wikiHow (уикиХау, от англ. – „уикиКак“) е уики-проект и онлайн общност, състоящ се от обширна база данни с практически ръководства и инструкции относно how-to (на български: как се прави). Сайтът е основан през януари 2005 г. от интернет-предприемача Джек Херик (Jack Herrick). Цел на сайта е създаването на най-полезни практически инструкции (съвети), позволяващи на всеки по света да се научи да прави нещо.
wikiHow е хибридна организация, т.е. нетърговска компания, работеща за социална мисия. wikiHow е проект с отворен изходен код и отворено съдържание. Използва модифицираното програмно осигуряване MediaWiki, което е свободно разпространяемо, и контентът (съдържанието) се пуска под лиценза Creative Commons (BY-NC-SA).
През януари 2005 г. wikiHow е посетен от над 35,5 милиона уникални посетителя. Към 2020 г. wikiHow съдържа над 190 000 безплатни справочни статии и над 1 600 000 зарегистрирани потребителя. На 11 април 2010 г. статията на wikiHow под заглавието „Как да отслабнем бързо“ достига 5 милиона показвания на страницата за първи път. „Как да се снима екранът в Microsoft Windows“ е най-популярната статия на този сайт. Съгласно wikiHow, четири бебета са се родили при извънредни обстоятелства, като са ползвали съветите на съответната статия от wikiHow.

## Възприемане на сайта
wikiHow печели няколко награди, в това число премията Webby за интернет общността през 2009 г. и наградата Co-Creation в конкурса Open Innovation, организиран от The Guardian и благотворителния фонд Nesta през 2010 г. Освен това, сайтът Mashable класира wikiHow на второ място сред най-добрите уики-сайтове в Open Web Awards през 2008 г.
Журналист на PBS съобщава, че „приложението wikiHow има отличен набор статии, които ще ви помогнат практически във всяка ситуация, като помагат на тези, които са принудени да се справят с извънредни ситуации при превозни средства, до действия при природни бедствия“ и The New York Times съобщава: „Въведете няколко ключови думи за проблема си на страницата за търсене в приложението, и ръководството ще ви даде някои съвети. Неговите информационни страници са ясни и добре планирани. Те започват с уводно описание, а след това предлагат списък от стъпки, които трябва да следвате. Приложението посочва необходимите инструменти и елементи, и включва съвети и предупреждения“. Lifehacker описва wikiHow като „удобен сайт с ръководства“. wikiHow положително е описван в много други медия-източници, при това много разнообразни, такива като списанието Inc., Cosmopolitan, TechRepublic, Condé Nast Traveler и PC Magazine.